# Cueca

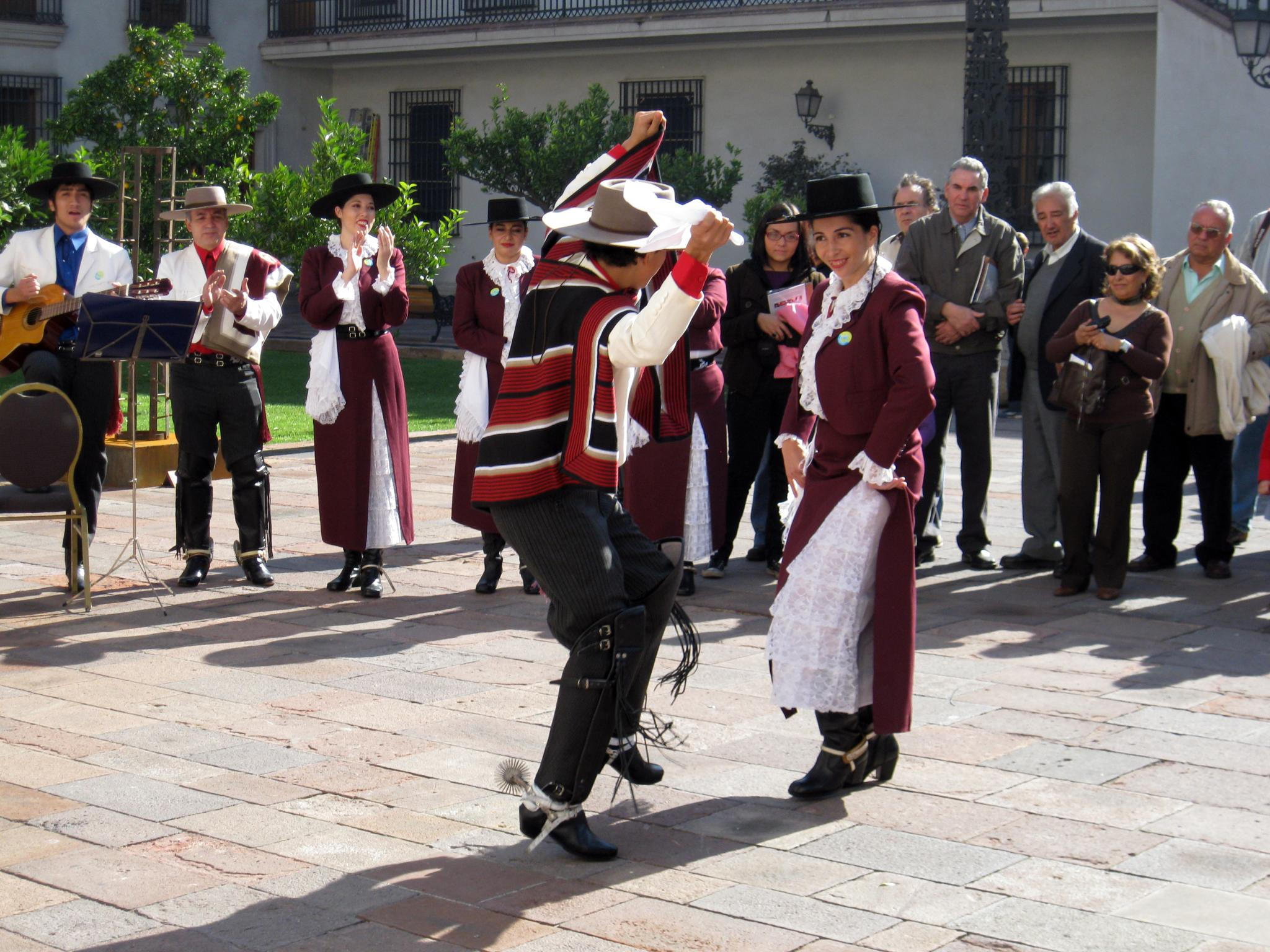
Personer som dansar Cueca i Casino de Pichilemu

Cueca är en dans från Sydamerika. Som är Chiles nationaldans och dansas 18 september under Chiles nationaldag. Cueca är en pardans som dansas i alla åldrar,det finns olika typer av cueca. Men cueca central är den vanligaste.